# Roxélane
Kirinia roxelana
Pour les articles homonymes, voir Roxelane (homonymie).
Espèce
Le Roxélane (Kirinia roxelana) est un lépidoptère appartenant à la famille des Nymphalidae à la sous-famille des Satyrinae et au genre  Kirinia.

## Dénomination
La Roxelane a été nommée Kirinia roxelana par Pieter Cramer en 1777 (LT: Istamboul).
Synonymes : Papilio roxelana Cramer, [1777]; Pararge roxelana .

### Noms vernaculaires
La Roxelane se nomme Lattice Brown en anglais.

## Description
La Roxelane est un papillon de taille moyenne de couleur  marron clair terne avec aux antérieures (39-31 mm) une large plage orangée avec un ocelle noir pupillé de blanc à l'apex et en plus chez la femelle des taches blanches à l'apex (anguleux) alors que les postérieures ne sont ornées que d'une ligne submarginale de discrets ocelles.
Le verso des antérieures est semblable, très largement orange avec l'ocelle noir pupillé de blanc et cerné de jaune à l'apex, alors que les ailes postérieures présentent un damier de couleur terne, beige grisé ornées d'une ligne d'ocelles noirs pupillés de blanc, cerclés successivement de ligne ocre puis marron.

### Chenille
Les œufs sont pondus dans des crevasses d'écorces ou des buissons. La chenille est vert clair, longue, avec des raies longitudinales plus claires qui imitent les nervures et les reflets de feuilles. Elle est prolongée de queues et porte deux cornes sur la tête. La petite chenille les déploie et elles coïncident avec la marge de la feuille de graminée qu'elle fréquente. Les chenilles entrent parfois en diapause.

## Biologie

### Période de vol et hivernation
La Roxelane vole en une génération entre avril et septembre. Des femelles fécondées semblent estiver durant les mois les plus chauds.

### Plantes hôtes
Les plantes hôtes de sa chenille sont diverses (inconnues pour Lionel G. Higgins et Norman D. Riley).

## Écologie et distribution

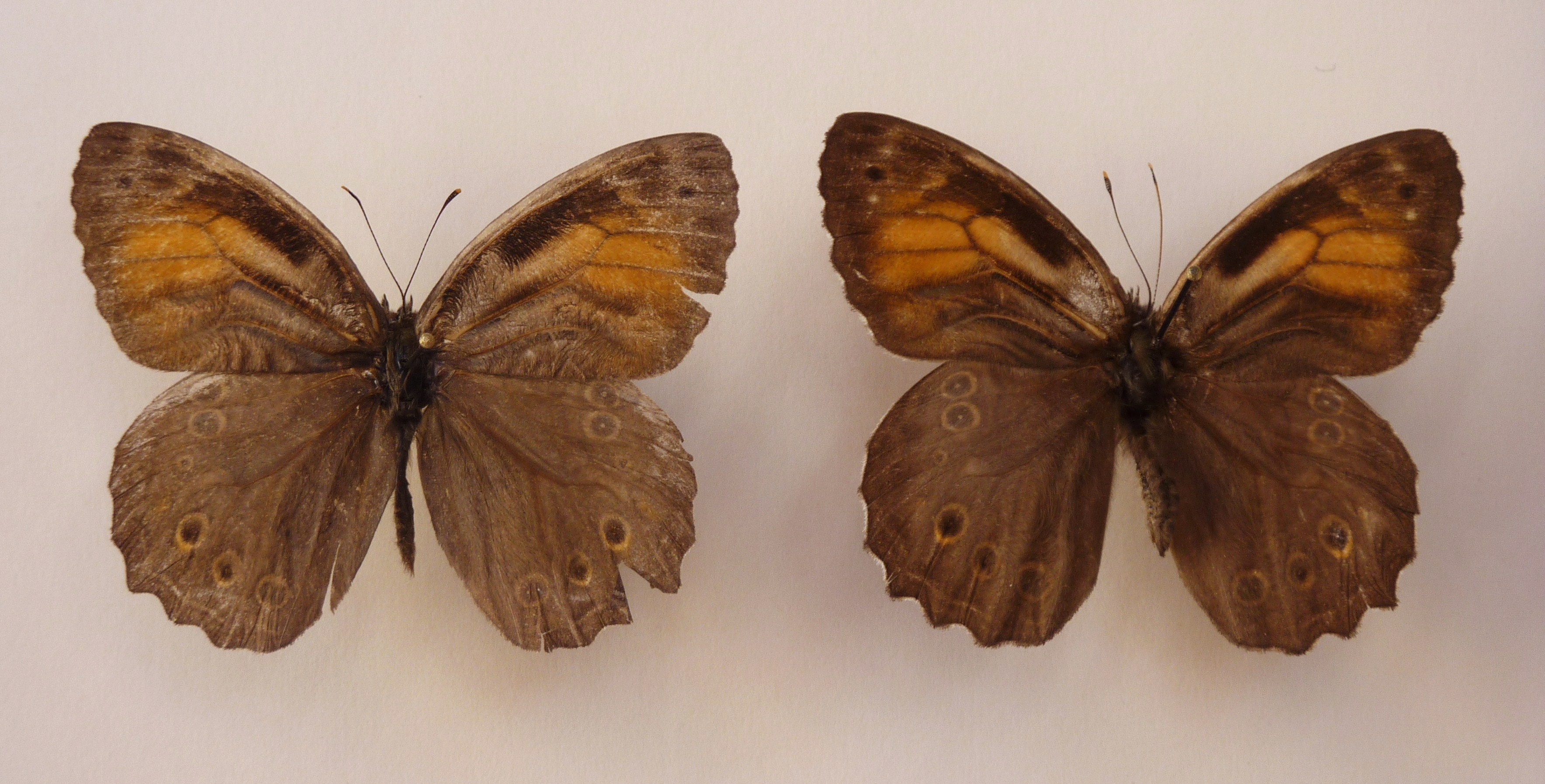
Kirinia roxelana, mâles, Grèce

La Roxelane est présente, répandue mais localisée, dans le sud-est de l'Europe, à l'est de la Hongrie, au sud-ouest de la Croatie (côte dalmate), au sud de la Serbie, en Albanie, au sud de la Roumanie, en Bulgarie, Macédoine et en Grèce (dont Corfou, Leucade et la plupart des îles Égéennes orientales, mais non signalée de Crète), à Chypre et au Moyen-Orient en Turquie, Syrie, jusqu'en Irak),,

### Biotope
La Roxelane réside dans des lieux chauds, secs, rocailleux et buissonneux, de 0 à 1750 mètres, souvent dans les bois de pin clairs, plus rarement en altitude dans des lieux plus frais et humides.

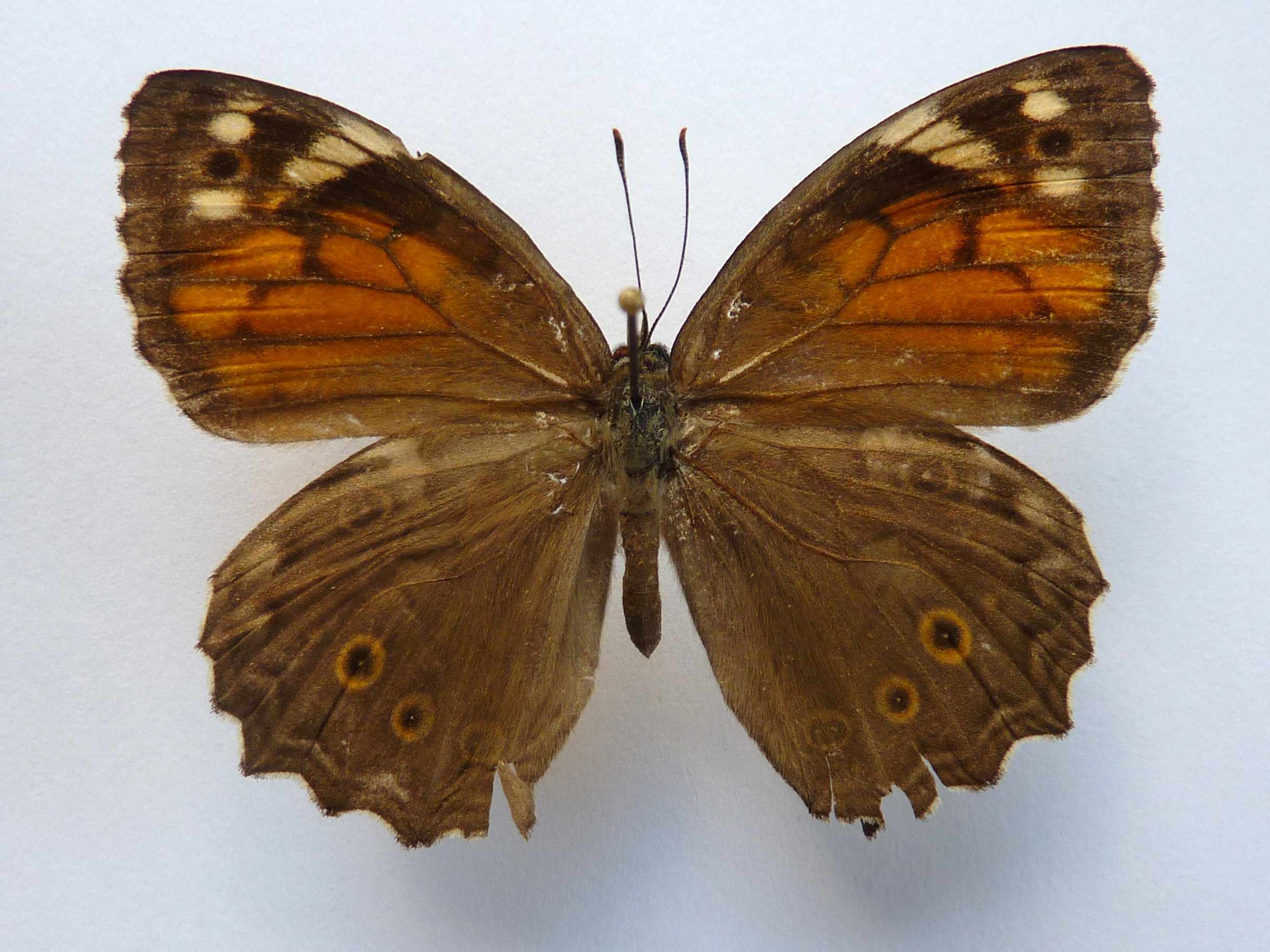
Kiria roxelana, femelle, Grèce

### Comportement
Mâles et femelles vivent sous le couvert des arbres (notamment figuiers, amandiers et pins) et des arbustes dont ils sortent pour parcourir les branchages. Ils se chauffent en orientant leurs ailes perpendiculairement aux rayons du soleil et ne les ouvrent jamais au repos. Pour la nuit les mâles s'installent parfois parmi les rochers, les femelles plutôt dans les buissons. Par temps chaud, ils peuvent se regrouper en début de soirée dans le lit à sec de cours d'eau.

### Protection
Pas de statut de protection particulier.